# Pietro Tacca
Pour les articles homonymes, voir Tacca (homonymie).
Pietro Tacca (Carrare, 16 septembre 1577 - Florence, 26 octobre 1640), est un sculpteur italien de l'école florentine, le meilleur représentant toscan du style baroque.

## Biographie

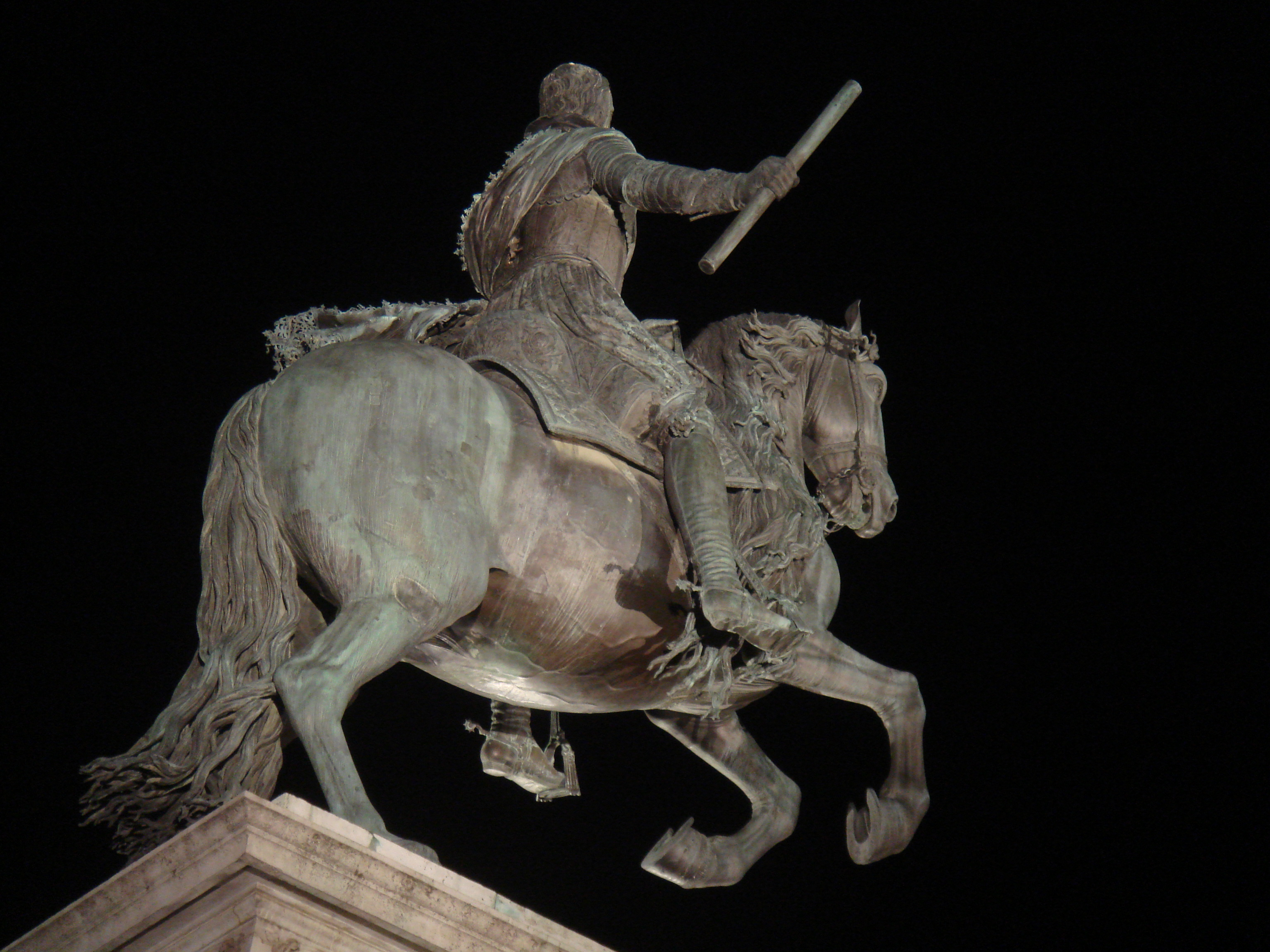
Statue équestre de Philippe IV d'Espagne, plazza de Oriente de Madrid.

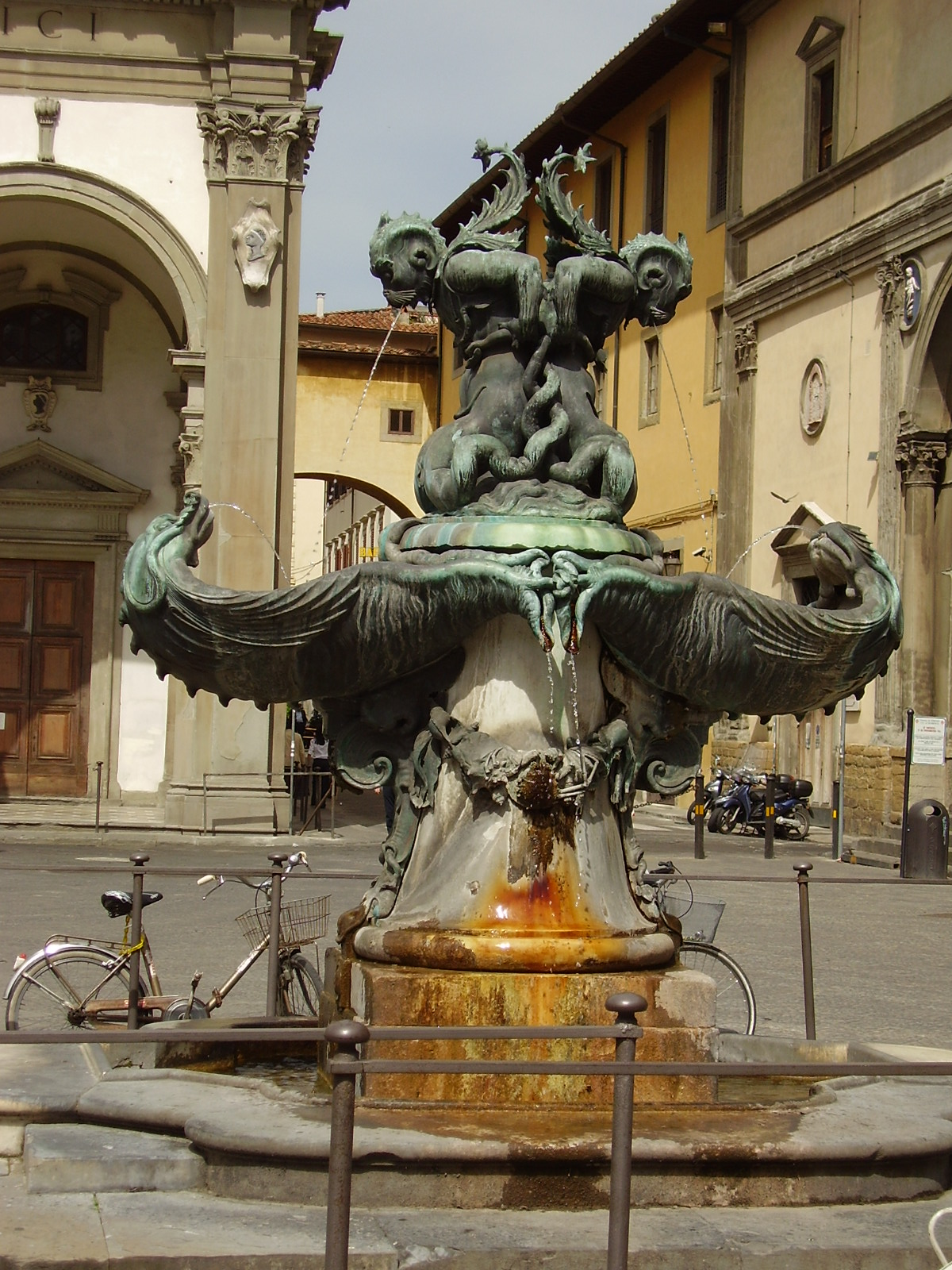
Fontaine sur la Piazza Santissima Annunziata de Florence

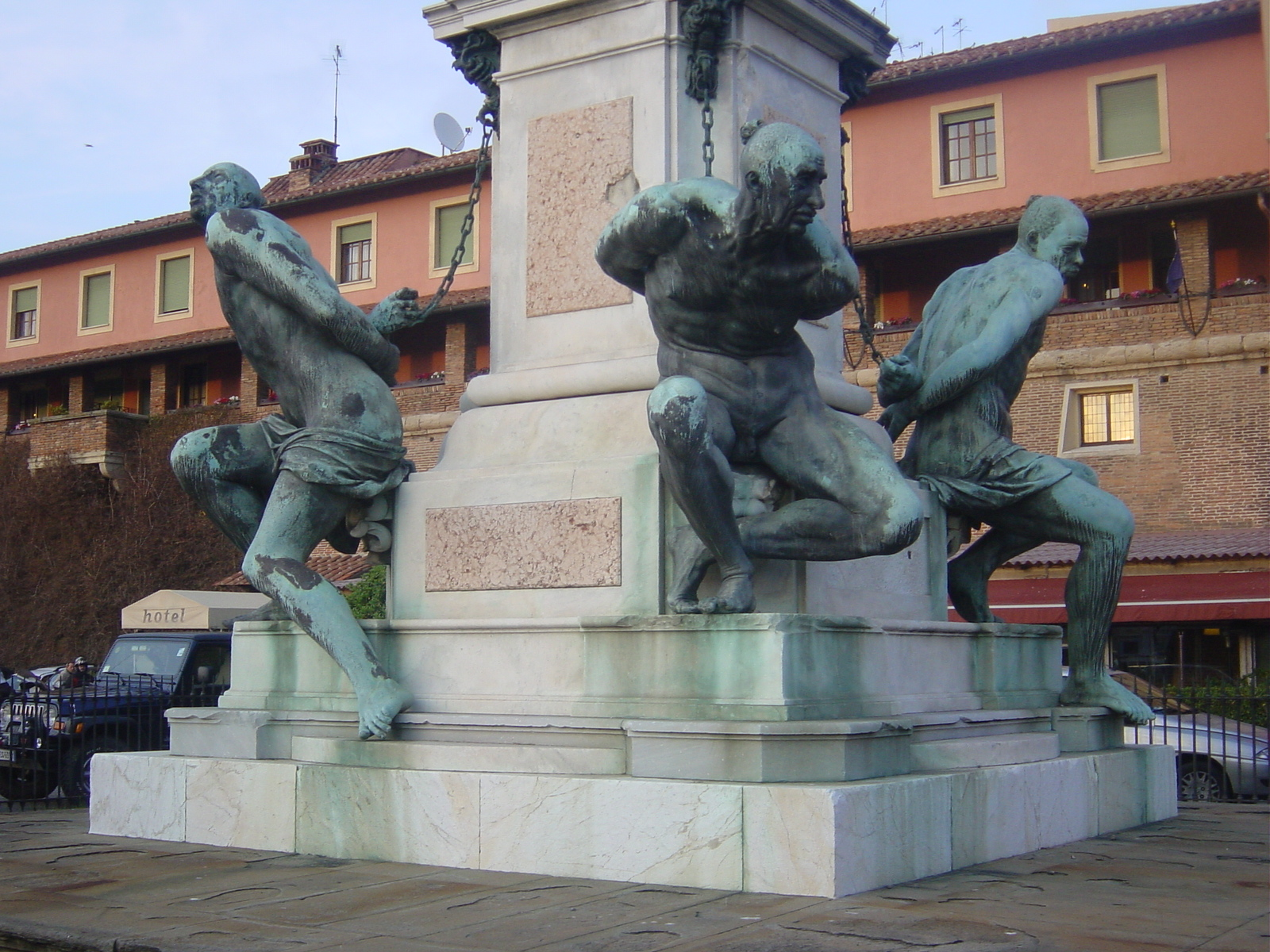
i Quattro mori incatenati à Livourne

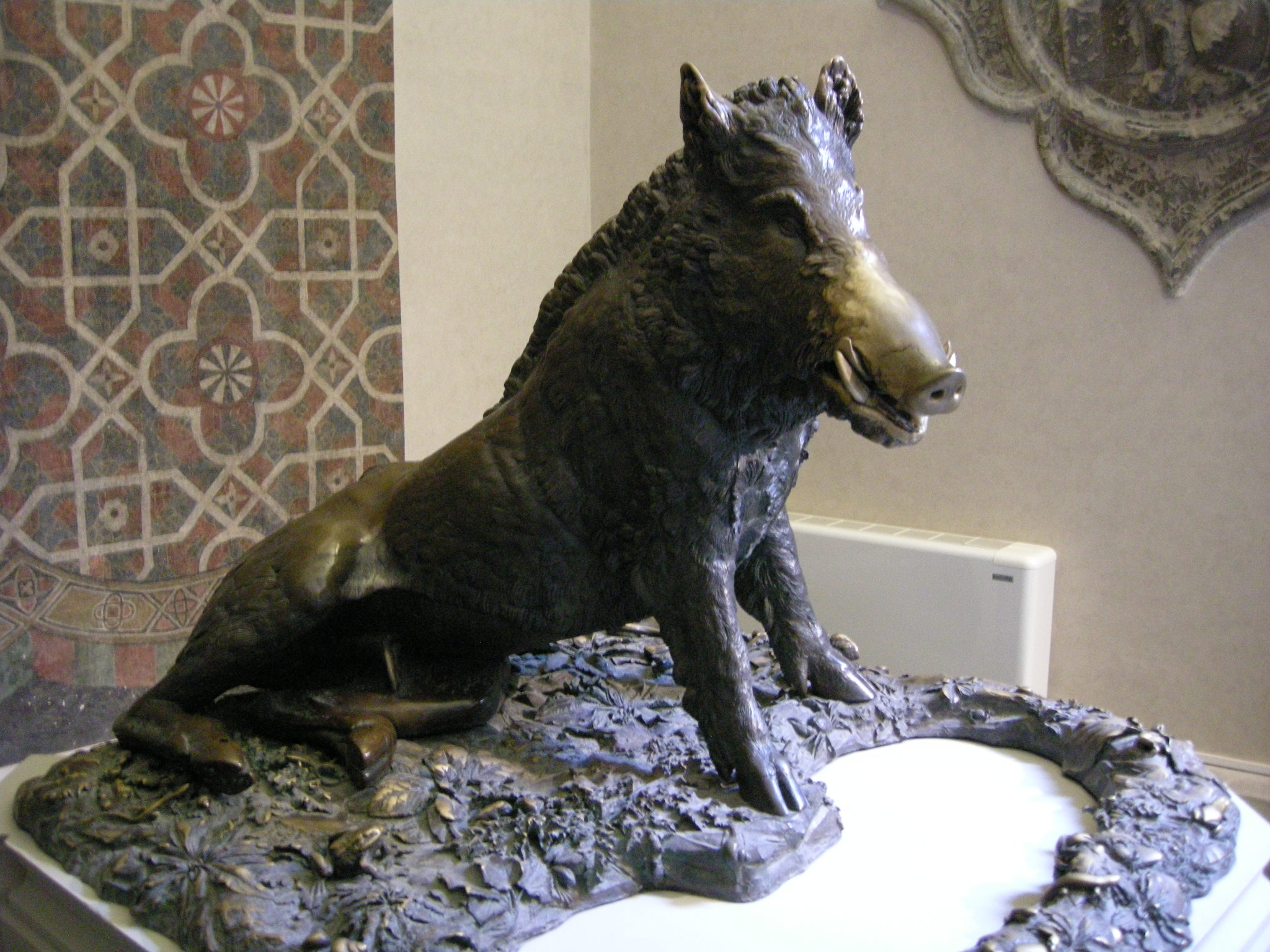
Il Porcellino (original).

À ses quinze ans, en 1592, Pietro Tacca entre dans l'atelier de Giambologna le sculpteur le plus important de l'époque à Florence et il devient son premier assistant après le départ de Pietro Francavilla pour Paris en 1601. À la mort du maître en 1608, il reçoit en usufruit l'atelier et la maison du Borgo Pinti. Un an plus tard, il devient sculpteur attitré du grand-duc de Toscane.
Il termine les quelques travaux commencés mais inachevés de son maître, comme la statue équestre de Ferdinand ler de Médicis pour la Piazza della Santissima Annunziata, celle du roi Henri IV de France, commandée par Marie de Médicis pour le Pont Neuf de Paris (détruite pendant la révolution en 1792), et celle de Philippe III d'Espagne, aujourd'hui encore placée dans la plaza Mayor de Madrid (1616). Entre 1626 et 1642, il finit également les statues en bronze doré des grands-ducs Ferdinand Ier et Cosme II, qui surmontent leur sarcophages respectifs dans la chapelle des Princes de Florence, La Cappella dei Principi de San Lorenzo.
Entre 1620 et 1623 il exécute ce qui est considéré comme son chef-d'œuvre : les i Quattro mori incatenati (littéralement les Quatre Maures enchaînés appelés aussi les Quatre Esclaves enchaînés) sur la base du monument à Ferdinand de Médicis sur la piazzetta della darsena à Livourne. Les statues représentent des pirates sarrazins faits prisonniers par l'ordre des Chevaliers de Saint-Étienne, créé par Cosme Ier, le père de Ferdinand. Le sculpteur aurait choisi comme modèles quelques esclaves prisonniers des prisons qui s'amarraient dans le port voisin de Livourne.
Les deux fontaines en bronze (1629) qui, aujourd'hui décorent la Piazza della Santissima Annunziata étaient, à l'origine, destinées à Livourne ; elles sont caractéristiques du passage du maniérisme au baroque.
Toujours à Florence, en copiant un marbre hellénistique aujourd'hui conservé aux Uffizi, il réalise la célèbre fontaine dite du Porcellino (1630) qui alla décorer ensuite la Loggia del Mercato Nuovo (loggia du nouveau marché) et remplacée aujourd'hui par une copie (original au musée Bardini).
Entre 1626 et 1642, il réalise les statues des grands-ducs Ferdinand Ier et Cosme II pour leurs tombeaux respectifs dans la chapelle des Princes.
Devenu très célèbre pour ses œuvres en bronze, il réalise des nombreuses statues et une série de crucifix pour diverses églises, auxquelles collabore son fils Ferdinando, qui a choisi également la carrière de sculpteur mais se spécialisa dans les décors de fêtes et dans les machines.
Sa dernière entreprise est le grandiose monument équestre à Philippe IV d'Espagne sur la place d'Orient, auquel il travaille de 1634 jusqu'à sa mort en 1640. Ce monument est la première statue équestre avec un cheval cabré, statue en appui sur les deux pattes arrière et la queue. Peu après que cette statue a été embarquée pour Madrid, il meurt et est enterré dans la basilique de la Santissima Annunziata.

## Autres œuvres
- Statues d'évangélistes à la basilique Santissima Annunziata
- Buste de saint Laurent en cire colorée, technique dont il était spécialiste à San Lorenzo de Florence
- Hercule et le sanglier d'Erymanthe bronze au musée du Louvre (1600-1630)
- Hercule et le cerf bronze au musée du Louvre (1600-1620)
- Hercule et la biche
- Buste de Giambologna bronze et marbre, (1599-1608)
- Un buste en bronze à Barberino Val d'Elsa, au palais de la place Barberini
- Le dessin préparatoire du maître-autel de la Badia Fiesolana qui sera réalisé en 1610 par Giovanni Battista Cennini

## Hommages
- Devant le palais de Carrare, monument à Pietro Tacca de Carlo Fontana
- À Aix-en-Provence, sur la place Richelme, a été installée, dans les années 1980, une réplique de son Sanglier.
- Du 5 mai 2007 au 19 août 2007, exposition au Museo della Scultura de Carrare (ancien couvent San Francesco)